# Караой (Актогайський район)
Карао́й (каз. Қараой) — село у складі Актогайського району Павлодарської області Казахстану. Входить до складу Кожамжарського сільського округу.
Населення — 125 осіб (2021; 164 у 2009, 217 у 1999, 389 у 1989).
Національний склад станом на 1989 рік:
- казахи — 73 %.

Станом на 1989 рік село називалось Кубань.